# Liste der Bodendenkmäler in Burgthann
Auf dieser Seite sind die Bodendenkmäler in der mittelfränkischen Gemeinde Burgthann zusammengestellt. Diese Tabelle ist eine Teilliste der Liste der Bodendenkmäler in Bayern. Grundlage ist die Bayerische Denkmalliste, die auf Basis des Bayerischen Denkmalschutzgesetzes vom 1. Oktober 1973 erstmals erstellt wurde und seither durch das Bayerische Landesamt für Denkmalpflege geführt wird. Die folgenden Angaben ersetzen nicht die rechtsverbindliche Auskunft der Denkmalschutzbehörde.

Mit dem Stand vom 31. Juli 2018 sind 39 Bodendenkmäler von Burgthann in der Bayerischen Denkmalliste eingetragen.

## Liste der Bodendenkmäler
| Lage                 | Objekt | Akten-Nr.     | Bild           |
| -------------------- | --- | ------------- | -------------- |
| Burgthann (Standort) | Mittelalterliche und frühneuzeitliche Befunde im Bereich der Burgruine Burgthann | D-5-6633-0021 | weitere Bilder |
| Burgthann (Standort) | Siedlung vorgeschichtlicher Zeitstellung | D-5-6633-0022 |                |
| Burgthann (Standort) | Brandgräber der Urnenfelderzeit | D-5-6633-0023 |                |
| Burgthann (Standort) | Siedlung vorgeschichtlicher Zeitstellung, der Bronze-, Urnenfelder- und Hallstattzeit | D-5-6633-0024 |                |
| Burgthann (Standort) | Siedlung vorgeschichtlicher Zeitstellung | D-5-6633-0030 |                |
| Burgthann (Standort) | Mittelalterliche und frühneuzeitliche Befunde im Bereich der evangelisch-lutherischen Filialkirche Sankt Maria von Unterferrieden                                                               | D-5-6633-0032 | weitere Bilder |
| Burgthann (Standort) | Gräber der Spätbronze- und Urnenfelderzeit | D-5-6633-0033 |                |
| Burgthann (Standort) | Siedlung vorgeschichtlicher Zeitstellung | D-5-6633-0034 |                |
| Burgthann (Standort) | Siedlung vermutlich der späten Latènezeit | D-5-6633-0036 |                |
| Burgthann (Standort) | Siedlung der Spätbronze- und Latènezeit, Wüstung des Mittelalters, Schanze vor- und frühgeschichtlicher Zeitstellung                                                                            | D-5-6633-0042 |                |
| Burgthann (Standort) | Freilandstation des Mesolithikums und metallzeitliche Siedlung | D-5-6633-0054 |                |
| Burgthann (Standort) | Wüstung des späten Mittelalters | D-5-6633-0072 |                |
| Burgthann (Standort) | Gräber der Urnenfelderzeit | D-5-6633-0073 |                |
| Burgthann (Standort) | Freilandstation des Mesolithikums und Siedlung vorgeschichtlicher Zeitstellung | D-5-6633-0092 |                |
| Burgthann (Standort) | Mesolithische Freilandstation, Siedlung des Neolithikums, der Urnenfelder-, Hallstatt- und Latènezeit                                                                                           | D-5-6633-0143 |                |
| Burgthann (Standort) | Mittelalterliche Wüstung | D-5-6633-0160 |                |
| Burgthann (Standort) | Wüstung des Hoch- und Spätmittelalters | D-5-6633-0162 |                |
| Burgthann (Standort) | Vorgängerbauten und Befunde des Mittelalters und der frühen Neuzeit im Bereich der evangelisch-lutherischen Pfarrkirche Sankt Maria von Oberferrieden                                           | D-5-6633-0165 | weitere Bilder |
| Burgthann (Standort) | Siedlung vorgeschichtlicher Zeitstellung | D-5-6633-0184 |                |
| Burgthann (Standort) | Grabhügelgruppe vermutlich der Hallstattzeit | D-5-6634-0044 |                |
| Burgthann (Standort) | Siedlung vor- und frühgeschichtlicher Zeitstellung | D-5-6634-0045 |                |
| Burgthann (Standort) | Siedlung vorgeschichtlicher Zeitstellung | D-5-6634-0046 |                |
| Burgthann (Standort) | Grabhügelfeld der Hallstattzeit | D-5-6634-0047 |                |
| Burgthann (Standort) | Siedlung der Hallstattzeit | D-5-6634-0050 |                |
| Burgthann (Standort) | Siedlung der Spätlatènezeit | D-5-6634-0051 |                |
| Burgthann (Standort) | Siedlung der Hallstattzeit | D-5-6634-0052 |                |
| Burgthann (Standort) | Freilandstation des Mesolithikums und Siedlung der Spätlatènezeit | D-5-6634-0056 |                |
| Burgthann (Standort) | Bergbau des Mittelalters | D-5-6634-0057 |                |
| Burgthann (Standort) | Siedlung vor- und frühgeschichtlicher Zeitstellung | D-5-6634-0058 |                |
| Burgthann (Standort) | Späthallstatt- und frühlatènezeitliche Siedlung sowie vermutlich mittelalterliche Wüstung | D-5-6634-0062 |                |
| Burgthann (Standort) | Siedlung der Bronze-, der Urnenfelder- und Hallstattzeit | D-5-6634-0067 |                |
| Burgthann (Standort) | Siedlung vorgeschichtlicher Zeitstellung sowie Wüstung des hohen und späten Mittelalters | D-5-6634-0069 |                |
| Burgthann (Standort) | Mittelalterliche Wüstung | D-5-6634-0070 |                |
| Burgthann (Standort) | Hoch- und spätmittelalterliche Wüstung | D-5-6634-0071 |                |
| Burgthann (Standort) | Siedlung vorgeschichtlicher Zeitstellung | D-5-6634-0073 |                |
| Burgthann (Standort) | Siedlung vorgeschichtlicher Zeitstellung | D-5-6634-0080 |                |
| Burgthann (Standort) | Siedlung vorgeschichtlicher Zeitstellung, der späten Bronze- und Urnenfelderzeit, vermutlich Brandgräber vorgeschichtlicher Zeitstellung und der Urnenfelderzeit sowie mittelalterliche Wüstung | D-5-6634-0084 |                |
| Burgthann (Standort) | Siedlung vorgeschichtlicher Zeitstellung, vermutlich Wüstung des Hoch- und Spätmittelalters | D-5-6634-0085 |                |
| Burgthann (Standort) | Erdbauten des Ludwig-Donau-Main-Kanals (1836–45) | D-5-6634-0120 | weitere Bilder |